# Cuenca del río Lluta
La cuenca del río Lluta es el espacio natural binacional comprendido por la cuenca hidrográfica del río Lluta. La parte chilena de este espacio coincide con el espacio administrativo homónimo definido en el inventario BNA de cuencas de Chile con el número 012 que se extiende desde las vertientes occidentales de la cordillera de los Andes hasta su desembocadura en el océano Pacífico. Se subdivide en 2 subcuencas y 5 subsubcuencas con un total de 3438 km². En el inventario DARH lleva el número 1501.
La cuenca es binacional debido a que el río Azufre primero cruza hacia Perú y luego regresa a Chile.: 218 

Cuenca del río Lluta.

## Límites

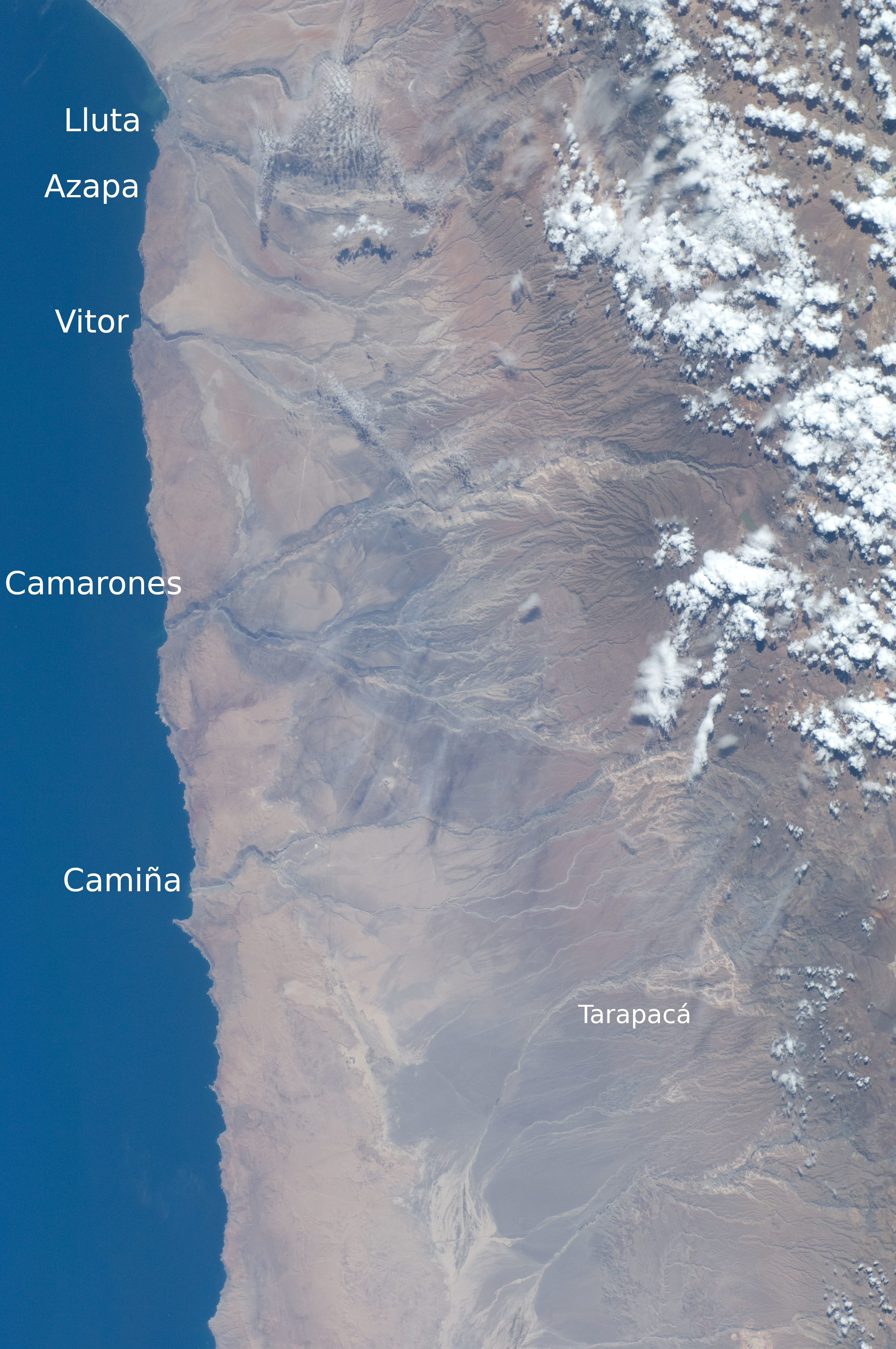
Las quebradas andinas exorreicas del norte grande de Chile de norte a sur: Escritos, Concordia, Lluta, Azapa, Camarones, Vitor y Camiña. Todas ellas nacen en la cordillera, atraviesan la depresión intermedia y la cordillera de la Costa, dejando en su camino algunas profundas incisiones. En el extremo inferior se ve la quebrada de Tarapacá, que también nace en la cordillera, avanza hacia el poniente pero en la depresión intermedia gira hacia el sur sumiéndose en la Pampa del Tamarugal. El "espolón" costero es la península al lado sur de Pisagua.

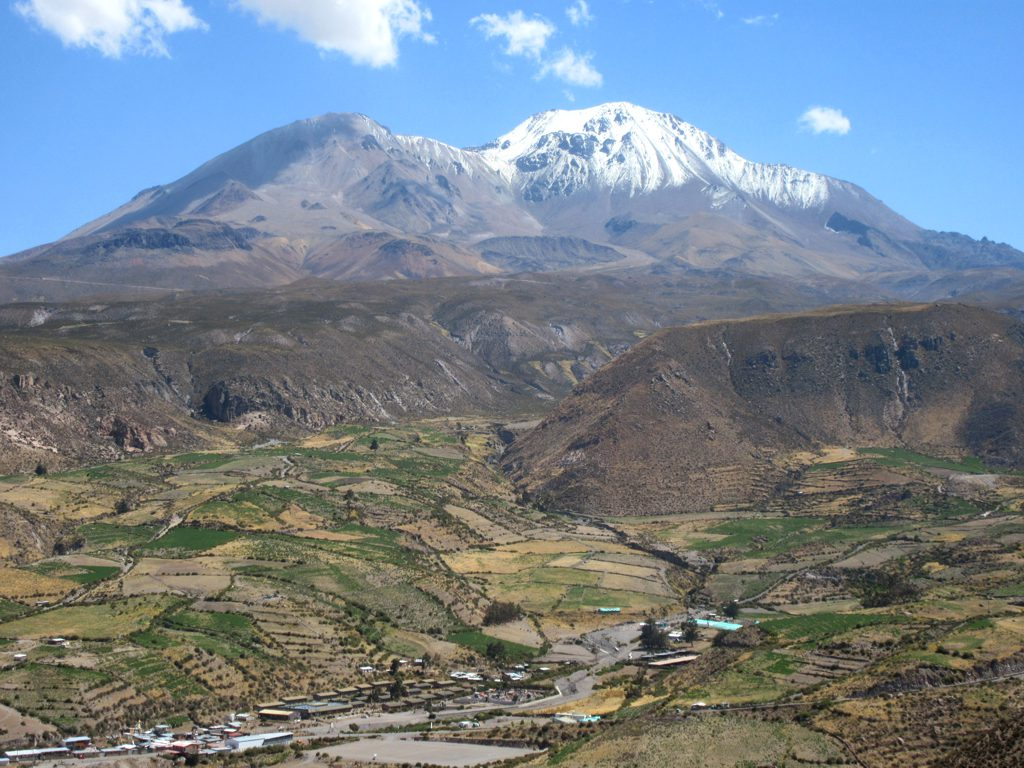
El río Putre en su paso por la ciudad que toma su nombre al comienzo de la cordillera. Al fondo, el volcán Taapacá.

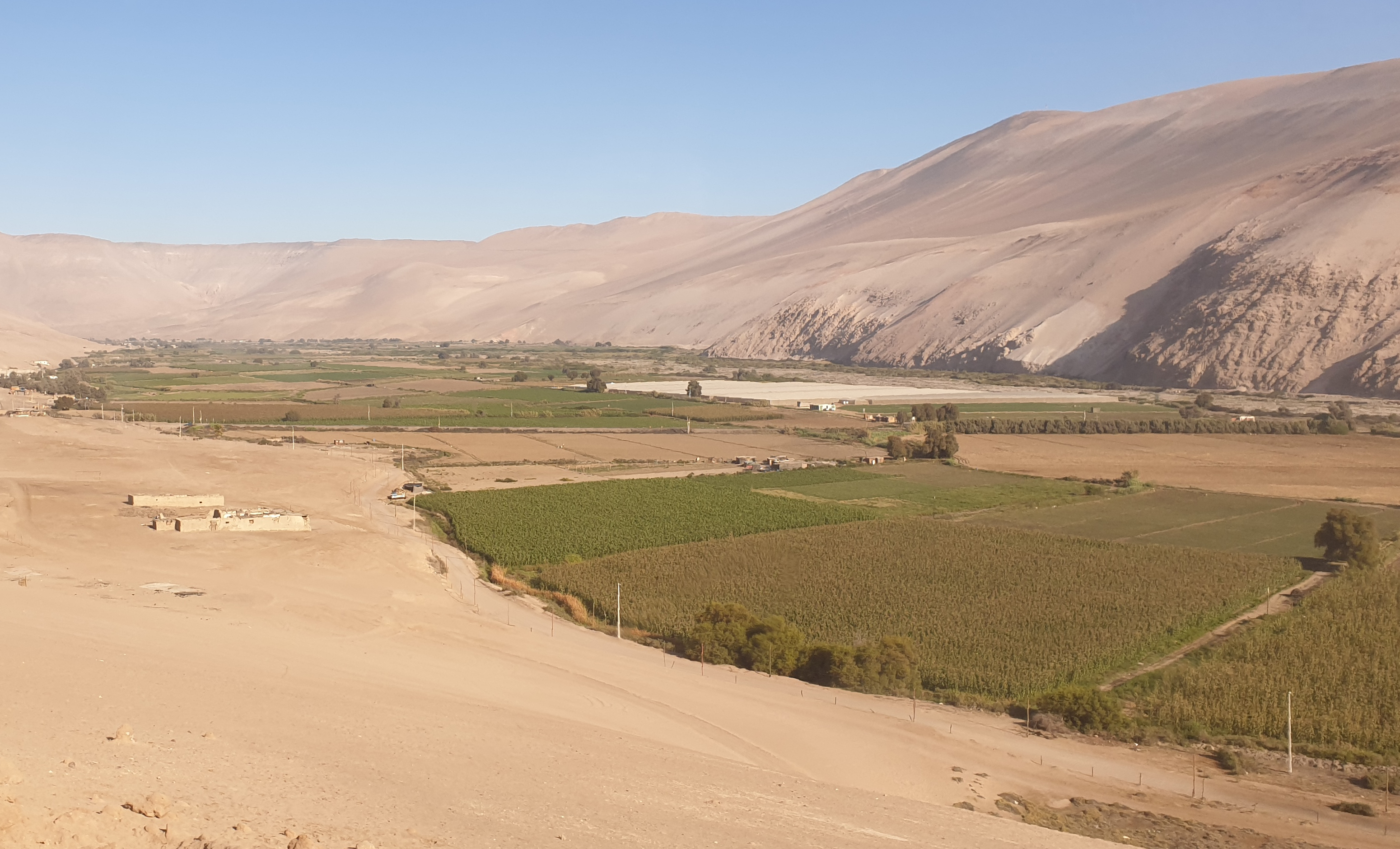
El río Lluta atraviesa el desierto y da vida a los cultivos que alimentan a la zona.

La cuenca limita al norte de su desembocadura con la quebrada de La Concordia y, siguiendo el sentido de los punteros del reloj, con la cuenca superior de la quebrada Escritos, la cuenca del río Caplina en Perú para llegar a su extremo norte y noreste que limita con la cuenca del río Uchusuma y otros afluentes de río desaguadero del Titicaca. Al este colinda con la cuenca del río Lauca y al sur con la cuenca del río San José. 
Sus extremos alcanzan las coordenadas geográficas 17º38'S en el norte, 18°30'Sal sur, 69°22'W al oeste y 70°20'W al este.: 18 
Las cuencas Escritos, Concordia, Lluta, Azapa, Vítor, Camarones y Camiña son las 7 cuencas más septentrionales de Chile, todas ellas adyacentes, exorreicas y de carácter andino (reciben aguas de la cordillera de Los Andes) y llevan su caudal hasta el océano Pacífico, aunque algunas no siempre llegan cargadas al mar. Las dos primeras cuencas, Escritos y Concordia, limitan al este con los cabezales de la cuenca del río Lluta y el Lluta a su vez limita al oriente con la gran cuenca del Sistema endorreico Titicaca-Desaguadero-Poopó-Salar de Coipasa que habita el centro de América del Sur.
Al sur de estas siete cuencas chilenas continúa sobre la depresión intermedia la Pampa del Tamarugal que es una cuenca endorreica y sobre las planicies litorales solo hay cuencas costeras arreicas o con algunas aguadas. El límite oriental de estas cuencas es la cordillera occidental de Los Andes, con excepción del río Lluta que nace en el centro de la cordillera.

## Población y regiones
La superficie de la cuenca esta dentro de la Región de Arica y Parinacota, en particular, en las comunas de Arica, Putre y General Lagos.: 14 
En total hay 33 asentamientos humanos en la cuenca y todos corresponden a localidades rurales. El poblado de mayor importancia en cuanto al número de habitantes, es Putre, el que se emplaza en la zona centro–oriente de la cuenca a una altitud de 3.600 m s. n. m.
La comuna de Putre albergaba en 2002 a 1977 personas.: 15 
La ciudad portuaria de Arica no está incluida en la cuenca.

## Subdivisiones
La Dirección General de Aguas subdivide o reúne las cuencas de Chile acorde a las necesidades de estudio y gestión. Existen dos inventarios que han logrado ser aceptados como principales, el inventario de cuencas del Banco Nacional de Aguas (BNA) de 1978, de mayor uso, y el inventario de cuencas del Departamento de Administración de Recursos Hídricos (DARH) de 2014 de mejor cartografía que ha obligado a redefinir algunos límites, a veces con cambios mayores, pero también por algunas redefiniciones del concepto de subcuenca.
Bajo el BNA el código del ítem es 012 y con el DARH es 1501.
La subdivisión del BNA es como sigue:
| Sub- cuenca          | Subsub- cuenca | Aguas                                                          | Área drenaje km² |
| -------------------- | -------------- | -------------------------------------------------------------- | ---------------- |
| 012 Río Lluta (mapa) |                |                                                                |                  |
| 0120                 | 01200          | Río Lluta bajo Río Azufre                                      | 421              |
| 0120                 | 01201          | Río Lluta entre Río Azufre y bajo Quebrada Huaylas             | 992              |
| 0120                 | 01202          | Río Lluta entre Quebrada Huaylas y Quebrada de Socoroma        | 893              |
| 0121                 | 01210          | Río Lluta entre Quebrada Socoroma y Quebrada Poconchile        | 884              |
| 0121                 | 01211          | Río Lluta entre junta Quebrada Poconchile y Desembocadura      | 248              |
| Totales:             |                |                                                                |                  |
| 2                    | 5              | Región: XV (100%) / Tipo: Exorreica / Desemb.: Océano Pacífico | 3438 km²         |

La disposición de cuencas en el inventario DARH es la siguiente:
| Código | Nombre            | Código en mapa | Tipología de cuenca | Vertiente de cuenca | Origen de cuenca | Temperatura media anual (C°) | Temperatura máxima (C°) | Temperatura mínima (C°) | Precipitación anual (mm) | Número de estaciones fluviométricas | Número de estaciones pluviométricas | Área (km²) |
| ------ | ----------------- | -------------- | ------------------- | ------------------- | ---------------- | ---------------------------- | ----------------------- | ----------------------- | ------------------------ | ----------------------------------- | ----------------------------------- | ---------- |
| 1501   | Río Lluta         | Río Lluta      | Río Lluta           | Río Lluta           | Río Lluta        | Río Lluta                    | Río Lluta               | Río Lluta               | Río Lluta                | Río Lluta                           | Río Lluta                           | Río Lluta  |
| 150100 | Río Lluta         | 0              | Exorreica           | Pacífico            | Pluvial          | 9.2                          | 19.8                    | -3.1                    | 177.0                    | 10                                  | 6                                   | 2275.0     |
| 150101 | Quebrada Cardones | 0              | Exorreica           | Pacífico            | Pluvial          | 12.8                         | 23.1                    | 1.3                     | 64.7                     | 0                                   | 0                                   | 333.0      |
| 150102 | Quebrada Aroma    | 0              | Exorreica           | Pacífico            | Pluvial          | 6.2                          | 17.4                    | -7.2                    | 213.0                    | 0                                   | 0                                   | 114.6      |
| 150103 | Quebrada Jurase   | 0              | Exorreica           | Pacífico            | Pluvial          | 3.3                          | 14.4                    | -10.5                   | 270.8                    | 0                                   | 4                                   | 291.9      |
| 150104 | Quebrada Iquilla  | 0              | Exorreica           | Pacífico            | Pluvial          | 3.6                          | 14.8                    | -10.3                   | 299.0                    | 1                                   | 0                                   | 448.9      |

## Hidrología

Diagrama unifilar de la cuenca.

### Red hidrográfica
Los cuerpos de agua considerados en esta categoría son:

### Caudales y régimen
La red nace en las laderas occidentales del altiplano, tanto de las lluvias, nevazones y del derretimiento continuo de los glaciares que almacenan el vital elemento y fluye hasta desembocar al norte de la ciudad de Arica. 
El documento de la Dirección General de Aguas informa sobre el comportamiento de los caudales a través del año:: 38 
Toda la cuenca del río Lluta presenta un régimen pluvial con crecidas importantes entre los meses de enero a marzo, producto de precipitaciones estivales debido al denominado “Invierno Altiplánico”. El período de estiaje en años secos para esta cuenca se prolonga por varios meses del año, desde abril hasta diciembre, debido a la escasez de precipitaciones, con algunas excepciones en ciertas estaciones fluviométricas, donde se aprecian pequeños aumentos de caudales en los meses de invierno, producto de precipitaciones esporádicas. Para la subcuenca alta, desde el nacimiento del río Lluta hasta la junta de la quebrada Aroma, y subcuenca media, desde la junta de la quebrada Aroma hasta la junta de la quebrada Cardones, se aprecia que estadísticamente el período de menores caudales ocurre en el trimestre septiembre, octubre, noviembre.

### Glaciares

Red hidrográfica de la cuenca del río Lluta con sus glaciares y su área en kilómetros cuadrados. Los glaciares se concentran mayoritariamente en torno al volcán Tacora y al volcán Taapacá.

El inventario público de glaciares de Chile 2022 consigna para la cuenca 78 glaciares, todos ellos sin nombre propio y el mayor de ellos con un área de 0,454 km² (45 hectáreas).

### Acuíferos
El inventario nacional de acuíferos de Chile consigna en la Región de Arica y Parinacota para la cuenca del río Lluta 2 sectores hidrogeológicos de aprovechamiento común:: 25 
1. Lluta alto con 2.464,3 km²
2. Lluta bajo con 973,8 km²

Suma: 4495,8 km²

### Humedales
Ver Humedal de la desembocadura del río Lluta.

## Plantas desaladoras
Para servir también a la zona de la cuenca, se ha proyectado la construcción de una planta desaladora de agua de mar en la zona de Arenillas Negras que abastecerá con por lo menos 200 l/s de agua potable.

## Balance hídrico

Brecha hídrica en 25 importantes cuencas de Chile.

Para tener una aproximación a nivel de cuenca (casos locales no están reflejados) del consumo comparado con la disponibilidad de agua, se define como:
Siguiendo intrincadas definiciones del consumo y la demanda que consideran aguas superficiales, subterráneas, flujos mínimos de sustentabilidad, y consumos que no son devueltos al cauce original, todo ello según normas de organizaciones internacionales, se han clasificado los resultados en cuatro casos:: 29 : 32 
- Brecha hídrica alta, se consume más del 40% del agua disponible: existe fuerte demanda del recurso hídrico que requiere regular su uso para no afectar el desarrollo económico.
- Brecha hídrica media, se consume entre el 20% y el 40% del agua disponible: existe presión sobre el recurso hídrico que debe ser ordenada, establecer prioridades, optimizar su uso y proteger los ecosistemas.
- Brecha hídrica moderada, se consume entre 10% y 20% del agua disponible: la disponibilidad del elemento esta condicionando el desarrollo económico.
- Brecha hídrica baja, se consume entre 0% y 10% del agua disponible: No se conocen presiones importantes sobre el recurso hídrico.

Aplicada esta clasificación a la cuenca del río Lluta, el estudio estima una brecha hídrica media con un uso del 36% del agua disponible.: 80 

## Clima

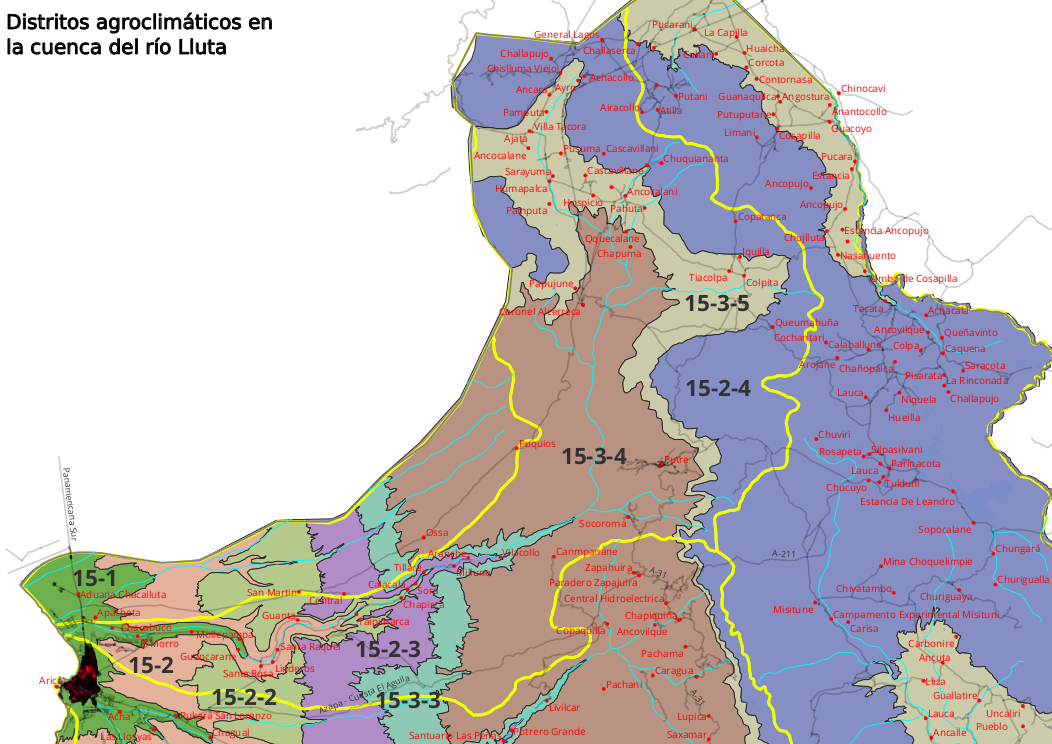
Distritos agroclimáticos en la cuenca del río Lluta. En amarillo los límites de la cuenca.

El Atlas agroclimático de Chile distingue ocho distritos agroclimáticos en la hoya del río Lluta que se suceden desde la costa hasta la cordillera:
El Atlas agroclimático de Chile distingue ocho distritos agroclimáticos en la hoya del río Lluta que se suceden desde la costa hasta la cordillera:
- 15-1 desierto con influencia marina y régimen de humedad xérico (BWnXe) con temperaturas que oscilan entre un máximo de enero de 27,4 °C y un mínimo de julio de 12,8 °C. En todo el año no tiene heladas. El período de temperaturas favorables a la actividad vegetativa dura 12 meses. Registra anualmente 2.823 días grado y 0 horas de frío acumuladas hasta el 31 de Julio. La precipitación media anual es de 1 mm y un período seco de 12 meses, con un déficit hídrico de 1.603 mm/año. El período húmedo dura 0 meses durante los cuales se produce un excedente hídrico de 0 mm.
- 15-2 desierto con influencia marina y régimen de humedad xérico (BWnXe) con temperaturas que varían entre un máximo de enero de 29,2 °C y un mínimo de julio de 12,1 °C. En todo el año no tiene heladas. El periodo de temperaturas favorables a la actividad vegetativa dura 12 meses Registra anualmente 3.132 días grado y 0 horas de frío acumuladas hasta el 31 de julio. La precipitación media anual es de 1 mm y un periodo seco de 12 meses, con un déficit hídrico de 1.680 mm/año. El período húmedo dura 0 meses durante los cuales se produce un excedente hídrico de 0 mm.
- 15-2-2 Desierto con influencia marina y régimen de humedad xérico (BWnXe) con temperaturas entre un máximo de enero de 29,7 °C y un mínimo de julio de 6,8 °C. Tiene un promedio de 345 días consecutivos libres de heladas. En el año se registra un promedio de 1 helada. El período de temperaturas favorables a la actividad vegetativa dura 12 meses. Registra anualmente 2.875 días grado y 81 horas de frío acumuladas hasta el 31 de Julio. La precipitación media anual es de 0 mm y un período seco de 12 meses, con un déficit hídrico de 2.065 mm/año. El período húmedo dura 0 meses durante los cuales se produce un excedente hídrico de 0 mm.
- 15-2-3 desierto con influencia marina y régimen de humedad xérico (BWnXe) con temperaturas entre un máximo de enero de 27,7 °C y un mínimo de julio de 6,4 °C. Tiene un promedio de 339 días consecutivos libres de heladas. En el año se registra un promedio de 2 heladas. El período de temperaturas favorables a la actividad vegetativa dura 12 meses. Registra anualmente 2.372 días grado y 125 horas de frío acumuladas hasta el 31 de Julio. La precipitación media anual es de 0 mm y un período seco de 12 meses, con un déficit hídrico de 1.945 mm/año. El período húmedo dura 0 meses durante los cuales se produce un excedente hídrico de 0 mm.
- 15-3-3 desierto interior y régimen de humedad xérico (BWXe) con temperaturas que oscilan entre un máximo de enero de 26,5 °C y un mínimo de julio de 3,4 °C. Tiene un promedio de 186 días consecutivos libres de heladas. En el año se registra un promedio de 25 heladas. El periodo de temperaturas favorables a la actividad vegetativa dura 12 meses. Registra anualmente 1.769 días grado y 588 horas de frío acumuladas hasta el 31 de Julio. La precipitación media anual es de 4 mm y un periodo seco de 12 meses, con un déficit hídrico de 2.155 mm/año. El período húmedo dura 0 meses durante los cuales se produce un excedente hídrico de 0 mm.
- 15-3-4 desierto de altura y régimen de humedad xérico (BWHXe) con temperaturas que oscilan entre un máximo de enero de 20 °C (máx de 26 °C y mín de 9 °C dentro del distrito) y un mínimo de julio de -0,1 °C (máx de 6 °C y mín de -4 °C dentro del distrito). Tiene un promedio de 0 días consecutivos libres de heladas. En el año se registra un promedio de 157 heladas. El periodo de temperaturas favorables a la actividad vegetativa dura 5 meses. Registra anualmente 700 días grado y 1.311 horas de frío acumuladas hasta el 31 de Julio. La precipitación media anual es de 38 mm y un periodo seco de 12 meses, con un déficit hídrico de 2.058 mm/año. El período húmedo dura 0 meses durante los cuales se produce un excedente hídrico de 0 mm.
- 15-3-5 estepa de altura fría con régimen de humedad xérico (BSkXe) con temperaturas que oscilan entre un máximo de enero de 11,4 °C (máx de 20 °C y mín de 5 °C dentro del distrito) y un mínimo de julio de -7 °C (máx de -2 °C y mín de -9 °C dentro del distrito). Tiene un promedio de 0 días consecutivos libres de heladas. En el año se registra un promedio de 360 heladas. El periodo de temperaturas favorables a la actividad vegetativa dura 0 meses. Registra anualmente 81 días grado y 1.889 horas de frío acumuladas hasta el 31 de Julio. La precipitación media anual es de 108 mm y un periodo seco de 12 meses, con un déficit hídrico de 1.559 mm/año. El período húmedo dura 0 meses durante los cuales se produce un excedente hídrico de 0 mm.
- 15-2-4 estepa de altura fría con régimen de humedad árido (BSkAr) con temperaturas que oscilan entre un máximo de enero de 7,7 °C y un mínimo de julio de -11,1 °C. Tiene un promedio de 0 días consecutivos libres de heladas. En el año se registra un promedio de 365 heladas. El período de temperaturas favorables a la actividad vegetativa dura 0 meses. Registra anualmente 14 días grado y 1.800 horas de frío acumuladas hasta el 31 de julio. La precipitación media anual es de 211 mm y un período seco de 10 meses, con un déficit hídrico de 1.189 mm/año. El período húmedo dura 0 meses durante los cuales se produce un excedente hídrico de 0 mm.

|  |  |

Los diagramas Walter Lieth muestran con un área azul los periodos en que las precipitaciones sobrepasan la cantidad de agua que el calor del sol evapora en el mismo lapso de tiempo, (un promedio de 10 °C mensuales evaporan 20 mm de agua caída) dejando un clima húmedo. Por el contrario, las zonas amarillas indican que durante ese tiempo el agua caída puede ser evaporada por el calor del sol.

## Actividades económicas
Las actividades económicas de la cuenca abarcan turismo, servicios, comercio y agricultura en la parte baja de la cuenca. La minería está representada principalmente por la Sociedad Legal Minera Macarena y Química e Industrial del Borax Ltda.: 15 
Las aguas del río Lluta sirven a la agricultura del valle que comprende una superficie total de 7.606 Ha a lo largo de un tramo de 65 km entre Vilacollo y la desembocadura del río, regadas por el sistema de irrigación del río Lluta. Sin embargo, solo 2.784 Ha (37 % del total) son de cultivo regado, lo restante está en permanente descanso por la carencia de agua de riego y a la escasa capacidad de drenaje del suelo.
También la alta concentración de elementos nocivos (boro) en el agua restringen su uso a al maíz (1.698 Ha), la alfalfa (684 Ha) y cierto tipo de verduras (402 Ha).
Para el servicio del ferrocarril Arica-La Paz se tendio a principios del siglo XX una cañería de 4 pulgadas (~10 cm de diámetro) que captaba aguas en el cerro Caracarani, que alimenta con limpias aguas de deshielo al "río Tacora". La bocatoma se encontraba a 4027 m s. n. m. a una distancia de 6682 m de la línea férrea (Punta Titiri) y se tendio por 125 km hasta llegar a la ladera del Morro de Arica.: 38  (Nota: El cerro Caracarani esta al lado izquierdo del río Lluta y el volcán Tacora a su derecha, pero al lado izquierdo no hay un río Tacora en los mapas actuales. Sí hay un río Azufre a su derecha. Por lo que suponemos que Lacombe se refiere al río Azufre.)

### Agricultura
La superficie cultivable de la cuenca está ubicada en la cuenca inferior del Lluta (Valle del bajo Lluta) y se extiende por 65 km desde Vilacollo hasta la desembocadura del río, esto es por 65 km, y abarca un área de 7.606 ha. 
Sin embargo, existen dos condicionantes que limitan su uso agrícola. Las únicas aguas disponibles son las del sistema de irrigación del río Lluta, que son escasas y solo permiten el cultivo de 2784 ha. (37% del cultivable). También, debido a la presencia de elementos dañinos (boro) aportados durante el drenaje en la alta cordillera la producción esta limitada a maíz (1698 ha.), alfalfa (684 ha.) y verduras (402 ha.)
El resto de la tierra cultivable permanece en descanso debido a la falta de agua.: 16 

### Proyectos de embalse, trasvase desde el río Caquena y desvío del río Azufre
En 1968 Hans Niemeyer postuló varias medidas alternativas para mejorar el abastecimiento de agua y la seguridad del mismo para la comunidad de la zona. Entre ellas estaban:
- la construcción de un embalse del tipo presa de materiales sueltos, de 10 millones de metros cúbicos de capacidad en la angostura de Chironta,
- paralización de las faenas en las minas de Larancagua y desvío total de las nocivas aguas provenientes del Volcán Tacora (esto es, el río Azufre) para impedir la contaminación del río Lluta,
- trasvase de aguas un caudal de 2.0 m³/s (que correspondan a Chile) por medio de un canal forrado en hormigón con 12,8 km de longitud desde en una bocatoma en el río Caquena, 3 km abajo de su afluente Colpacagua, un sifón en la Quebrada de El Chape y un túnel de 5900 m de largo debajo del portezuelo de Siete Vueltas. Este canal las leva al río Colpitas (o Quebrada de Allane) que las entregaría al Lluta.

Se han presentado también otros proyectos con el fin de aumentar la disponibilidad de agua en las cuencas de los ríos Lluta, San José y Camarones: embalse Livilcar, desvío río Azufre, recarga artificial de acuíferos, instalación de barreras de goma, tratamiento de descontaminación de recurso hídrico, descontaminación embalse Caritaya, descontaminación río Colpitas, trasvase desde cuenca Uchusuma Caquena al río Lluta, aumento de caudal de trasvase desde río Lauca al río San José, explotación de pozos en cuenca de quebrada La Concordia, plantas desaladoras, mejoramiento de infraestructura existente, explotación de nuevos acuíferos Visviri, embalse Umirpa, embalses Azapa Alto, uso de aguas servidas tratadas, tratamiento predial para abatir boro y arsénico y trasvase desde río Lauca hacia Tignamar.

### Descargas
Aguas servidas

## Áreas bajo protección oficial y conservación de la biodiversidad
Las Áreas bajo Protección Oficial pertenecientes al Sistema Nacional de Áreas Silvestres Protegidas por el Estado (SNASPE) que se emplazan en la cuenca corresponden al 11% de la superficie total de la cuenca y corresponden al 27% de la superficie total del Parque nacional Lauca, lo que equivale a 37.015 ha.: 17 
Los sitios de conservación de la biodiversidad existentes en la cuenca, incluidos en el documento “Estrategia y Plan de Acción para la Conservación de la Biodiversidad en la Región de Tarapacá”, (correspondiente a la división administrativa regional anterior de Arica y Parinacota) son:
- Desembocadura río Lluta  (213,8 ha) El Humedal de la desembocadura del río Lluta es el más importante (de los cuatro humedales costeros de la Región) desde el punto de vista de la biodiversidad. Constituye un hábitat fundamental para las aves acuáticas principalmente, tanto residentes como migratorias.
- Valle del río Lluta (3.026,9 ha) Presencia de avifauna. Corredor biológico.
- Cerros de Poconchile (7.619,2 ha)
- Cuesta el Águila – Quebrada Cardon (5.906,4 ha)
- Monumento natural quebrada de Cardones

### Parque nacional Lauca
El parque nacional Lauca comprende una parte del lado izquierdo de la cuenca. Es uno de los más altos del mundo con un promedio los 4.500 metros. Dentro de la flora del lugar destacan el bofedal y bosques densos de queñoa y llareta. Especies notables de la fauna son las vicuñas, guanacos y huemules. También abundan las vizcachas sobre las rocas, llamas y alpacas. Las aves que lo habitan suman unas 130 especies, siendo las más importantes la tagua gigante, queltehue de la puna, pato puna, flamenco chileno, entre otras.

### Humedal de la desembocadura del Río Lluta

Humedal de río Lluta
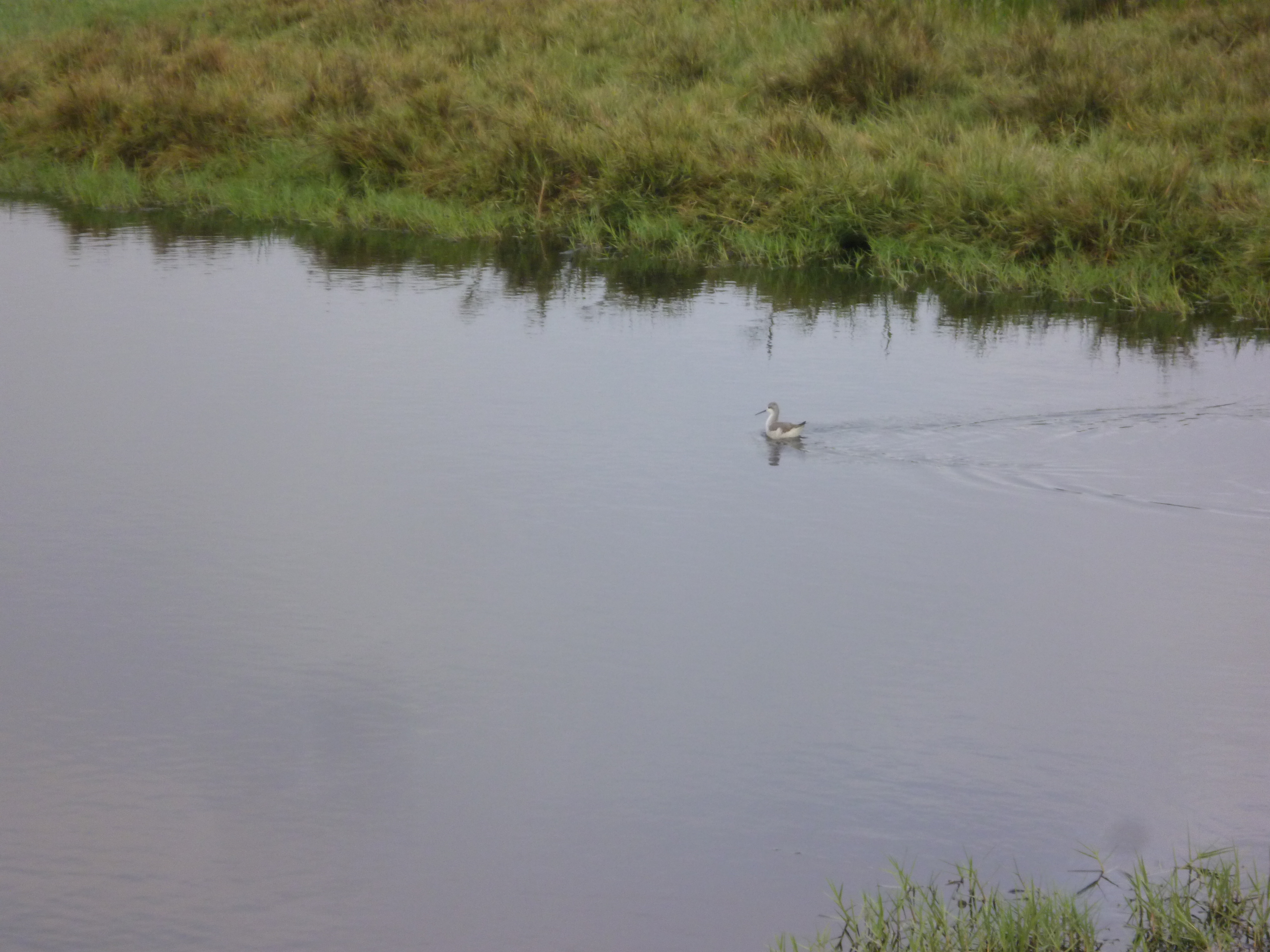
Pollito de mar tricolor en el Humedal.
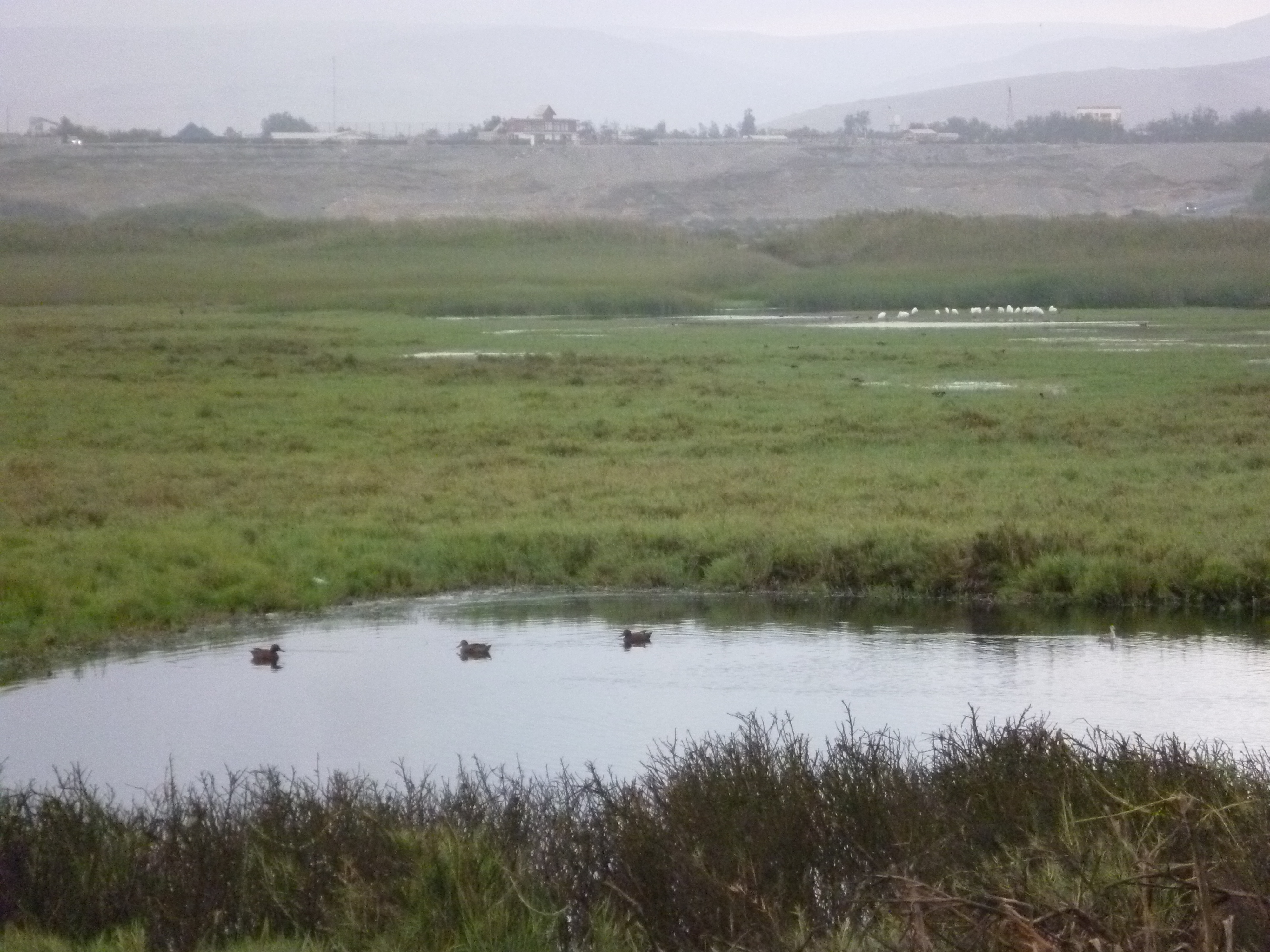
Patos colorados y Garzas grandes en el Humedal.

El Humedal de la desembocadura del Río Lluta (250 hectáreas) se encuentra en el litoral costero norte la ciudad de Arica, en el extremo norte de Chile. Un poco más de 31 hectáreas se encuentran protegidas como Reserva Natural Municipal (RENAMU y Santuario de la Naturaleza. Ubicado en una de las regiones más áridas del país (desierto de Atacama), este humedal es un recurso importante para aves migratorias boreales. La lista de aves registradas alcanza las 165 especies. 
En ese sitio es posible observar diversas especies de la avifauna silvestre del norte de Chile, al ser un lugar de descanso de aves migratorias como gaviotas, chorlos y playeros, los cuales provienen de lugares como Alaska y Canadá. También habitan un número importante de pequeñas aves.
La Universidad Tecnológica de Chile nominó el humedal como un sitio de importancia regional, con el apoyo del alcalde de la Municipalidad de Arica. El sitio alberga más de 20.000 aves playeras, incluyendo 1,4% de la población de playeros blanco y 1,8% de zarapitos que pasan el invierno en esta área. También alberga dos especies de aves playeras endémicas de Sudamérica: el chorlo cabezón y el tero real. En este lugar hay varias especies de plantas que le dan sustento a muchas especies de fauna local. Este es un ecosistema formado por varias lagunas en donde las aves migratorias procedentes del hemisferio norte descansan para alimentarse, reproducirse y asearse. Luego retoman su viaje hacia el sur de Chile.